# Campylopus edithae
Campylopus edithae là một loài Rêu trong họ Dicranaceae. Loài này được Broth. mô tả khoa học đầu tiên năm 1912.